# Stipa breviflora
Stipa breviflora är en gräsart som beskrevs av August Heinrich Rudolf Grisebach. Stipa breviflora ingår i släktet fjädergrässläktet, och familjen gräs. Inga underarter finns listade i Catalogue of Life.